# Riacho do Peixe
O Riacho do Peixe é um riacho (um pequeno rio) brasileiro que banha o estado da Paraíba.